# Random Album Title
Random Album Title é um álbum de estúdio do DJ canadense Deadmau5, lançado em 30 de Setembro de 2008. Ele contém os compactos "Faxing Berlin", "Not Exactly" e "I Remember", este, uma colaboração com Kaskade. Foi lançado fisicamente na Irlanda em 3 de Outubro de 2008, e no Reino Unido em 6 de Outubro. Nos Estados Unidos e no Canadá há duas versões do álbum, não mixado (UL1905) e mixado (UL1868). O lançamento digital para mídias como iTunes ocorreu em 2 de Setembro de 2008, enquanto a disponibilização física para todo o mundo aconteceu em 4 de Novembro do mesmo ano.
| Críticas profissionais                                                      | Críticas profissionais |
| Avaliações da crítica                                                       | Avaliações da crítica  |
| Fonte                                                                       | Avaliação              |
| --------------------------------------------------------------------------- | ---------------------- |
| Allmusic                                                                    | [ 4 ]                  |
| Esta tabela precisa de ser acompanhada por texto em prosa. Consulte o guia. |                        |

## Faixas
| Reino Unido e Irlanda (MAU5CD01) |                                          |         |  |
| N.º                              | Título                                   | Duração |  |
| 1.                               | "Sometimes Things Get, Whatever"         | 7:15    |  |
| 2.                               | "Complications"                          | 5:31    |  |
| 3.                               | "Slip"                                   | 6:44    |  |
| 4.                               | "Some Kind of Blue"                      | 6:19    |  |
| 5.                               | "Brazil (2nd Edit)"                      | 5:33    |  |
| 6.                               | "Alone With You"                         | 7:30    |  |
| 7.                               | "I Remember"                             | 9:07    |  |
| 8.                               | "Faxing Berlin (Piano Acoustic Version)" | 1:39    |  |
| 9.                               | "Faxing Berlin"                          | 2:36    |  |
| 10.                              | "Not Exactly (Original)"                 | 8:00    |  |
| 11.                              | "Arguru"                                 | 5:30    |  |
| 12.                              | "So There I Was"                         | 6:49    |  |

| Mixado (UL1868) |                                          |         |  |
| N.º             | Título                                   | Duração |  |
| 1.              | "Sometimes Things Get, Whatever"         | 7:15    |  |
| 2.              | "Complications"                          | 5:31    |  |
| 3.              | "Slip"                                   | 6:44    |  |
| 4.              | "Some Kind of Blue"                      | 6:19    |  |
| 5.              | "Brazil"                                 | 5:33    |  |
| 6.              | "Alone With You"                         | 7:30    |  |
| 7.              | "I Remember"                             | 9:07    |  |
| 8.              | "Faxing Berlin (Piano Acoustic Version)" | 1:39    |  |
| 9.              | "Faxing Berlin"                          | 2:36    |  |
| 10.             | "Not Exactly"                            | 10:00   |  |
| 11.             | "Arguru"                                 | 5:30    |  |
| 12.             | "So There I Was"                         | 6:49    |  |

| Não mixado (UL1905) |                                  |         |  |
| N.º                 | Título                           | Duração |  |
| 1.                  | "Sometimes Things Get, Whatever" | 8:20    |  |
| 2.                  | "Complications"                  | 9:52    |  |
| 3.                  | "Slip"                           | 7:43    |  |
| 4.                  | "Some Kind of Blue"              | 7:59    |  |
| 5.                  | "Brazil (Second Edit)"           | 6:37    |  |
| 6.                  | "Alone With You"                 | 8:11    |  |
| 7.                  | "I Remember (Vocal Mix)"         | 9:53    |  |
| 8.                  | "Faxing Berlin"                  | 8:41    |  |
| 9.                  | "Not Exactly"                    | 9:15    |  |
| 10.                 | "So There I Was"                 | 6:45    |  |